# 一審制
一審制（いちしんせい）とは裁判において1回しか審理を受けることができず、上訴（または特別上訴）ができない裁判のこと。

## 概要
上訴ができないため、1回の審理による判決で確定する。
日本国外では軍法会議や軍事法廷や議会による弾劾裁判などで一審制を採用している事例がある。また、常設の国際裁判所では、国際司法裁判所（ICJ）や国際海洋法裁判所（ITLOS）において一審制が採用されている。
現在の日本では以下の3つが一審制の裁判になっている。いずれも身分に関する裁判である。
1. 裁判官の弾劾裁判を行う裁判官弾劾裁判所
2. 人事官の弾劾裁判を行う最高裁判所
3. 最高裁判所が行政機関としてする分限裁判

また、特に必要があると認めるときは最高裁判所は下級裁判所に提起された人身保護請求について、これを送致させ自ら処理することができる（人身保護法22条1項）。この場合、当該人身保護請求は一審制となる。
大日本帝国憲法下の日本では、大逆罪の裁判、行政裁判所や皇室裁判所、判事（大審院判事、控訴院長及び部長）に対する大審院懲戒裁判所などの特別裁判所が一審制であった。

## 日本国憲法下の一審制
日本国憲法は裁判に、少なくとも二審制、あるいは三審制を保障していると言われているが、次のような場合は、事実上の一審制となっている。
裁判官が裁量権の全権を持っている場合
裁判所の決定に対して抗告ができる手続は、当事者に申立権が認められている手続に限られる。すなわち、裁判所の職権発動に委ねられている手続であって、当事者は職権発動を促すことができるが申立権はないとされている手続（弁論の分離・併合（民訴法152条）、弁論の再開（民訴法153条）など）に関する決定に対しては、当事者は抗告ができない。
証拠調べの必要性がないとしてした文書提出命令申立棄却決定の場合
裁判所は、たとえ文書提出義務（民事訴訟法第220条）のある証拠に関する申立てであっても、証拠調べの必要性がないことを理由として申立てを棄却することができる。さらに最高裁判所は2000年、証拠調べの必要性がないことを理由としてした棄却決定に対する抗告を認めないことを判例の傍論として示した。これ以降は判例のみを見ても、「証拠調べの必要性がない」として抗告を認めなかった事例は複数存在する。